# Canon de 37 mm Schneider
Pour les articles homonymes, voir Canon de 37 mm.
Le canon de 37 mm antiaérien Schneider est un canon antiaérien français présent dans l'armée de terre française en 1940 durant la Seconde Guerre mondiale.

## Conception et construction
Le canon contre avions Schneider est proposé comme prototype à l'armée de terre française au début des années 30 mais il est rejeté au profit d'autres concepts. Schneider se met donc à vendre des canons entre autres à la Roumanie et également à la marine française. La guerre d'Espagne fait prendre conscience à la France de l'importance d'un canon antiaérien puissant. Il est finalement tout de même adopté sous le nom de « mitrailleuse de 37 mm Schneider modèle 1930 ». 

## Utilisation
Commandé à 700 exemplaires parallèlement aux canons suédois Bofors de 40 mm, seule une vingtaine d'exemplaires sont finalement livrés au 10 mai 1940, date du déclenchement de la campagne de France. Cette fabrication, si sa livraison avait été totale, aurait permis d'attendre la fabrication en grande série du 40 mm à partir de 1941. Ces canons livrés durant la drôle de guerre dotent cinq batteries à quatre pièces, toutes affectées à la défense de Paris et de sa région.

## Armes similaires
- Bofors 40 mm
- Canon de 3,7 cm Flak 18/36/37/43